# گاندو (مجموعه تلویزیونی)
گاندو یک مجموعه تلویزیونی درام سیاسی ایرانی به کارگردانی جواد افشار و نویسندگی آرش قادری است که توسط گروه فیلم و سریال شبکه سه ساخته شد.
نخستین قسمت آن در ۱۵ خرداد ۱۳۹۸ از شبکه سه پخش شد و در ۱۵ تیر ۱۳۹۸ به پایان رسید. فصل دوم این مجموعه تلویزیونی با نام گاندو ۲ از ۳۰ اسفند ۱۳۹۹ در ۳۷ قسمت از شبکه سه پخش شد. فصل دوم این مجموعه به دلیل ژانر سیاسی که داشت، با فشار مسئولان دولت متوقف شد و ادامه آن بعد از انتخابات ۱۴۰۰ پخش شد و تا ۱۴ شهریور ۱۴۰۰ به پایان رسید.

## داستان
سریال گاندو یک مجموعه امنیتی است و فیلمنامه آن بر اساس مستندات و وقایع تاریخی و کشف جاسوس‌های داخل و خارج از ایران است و همچنین به موضوع آقازاده‌ها نیز اشاره‌هایی می‌کند. در مجموعه گاندو تمامی اسامی افراد و اشخاص حقیقی در آن عوض شده است. به‌طور مثال بخشی در سریال در ارتباط با جیسون رضاییان است که ایران رضائیان را به همراه همسرش، (یگانه صالحی) در ۳۱ مرداد ۱۳۹۳ به اتهام جاسوسی از طرف سیا دستگیر کرد که در این مجموعه با نام مایکل هاشمیان شناخته می‌شود.

## بازیگران

### فصل اول
| نام               | نقش                          |
| ----------------- | ---------------------------- |
| وحید رهبانی       | محمد                         |
| پیام دهکردی       | مایکل هاشمیان/ جیسون رضاییان |
| داریوش فرهنگ      | امیرحسین عبدی                |
| محمدرضا شریفی‌نیا  | مهندس بهروز کاظمی            |
| پندار اکبری       | سعید                         |
| مجید نوروزی       | رسول                         |
| عرفان ابراهیمی    | امیر                         |
| علی افشار         | داوود                        |
| لیلا اوتادی       | فهیمی                        |
| کامبیز دیرباز     | محسن                         |
| فرهاد قائمیان     | ساعد بهرامی                  |
| علی‌رام نورایی     | فرهاد حقی (مهران عربی)       |
| آزیتا ترکاشوند    | گلی ثابتی                    |
| سارا خوئینی‌ها     | مرجان شرفی                   |
| خسرو شهراز        | آقای شهیدی                   |
| نگار عابدی        | ثریا مسعودی                  |
| رضا توکلی         | دکتر فرمند                   |
| صالح میرزاآقایی   | آیدین ستوده                  |
| سوگل طهماسبی      | عطیه                         |
| نیلوفر شهیدی      | سیما عزیزی / اسماعیل سماوی   |
| سید مهرداد ضیایی  | فرشید ریاضی                  |
| نسرین نکیسا       | عزیز                         |
| کمند امیرسلیمانی  | مهتا سلطان‌آبادی              |
| اتابک نادری       | پزشک                         |
| جمشید جهان‌زاده    | ابراهیم شعرباف               |
| محمدجواد طاهری    | اسماعیل                      |
| بهزاد رحیم‌خانی    | سهراب کاشانی                 |
| رابعه اسکویی      | آدم جورکن                    |
| فیلیپ ساپرکین     | ادوارد دنزل                  |
| میثم ولیخانی      | سینا امینی                   |
| ناره گریگوریان    | فرزانه ناصری/ یگانه صالحی    |
| فرشته آلوسی       | زیبا روزبه                   |
| یاسمین پی داودی   |                              |
| علیرضا نعمت‌اللهی  | منشی رئیس‌جمهور               |
| آیدا جعفری        | مأمور امنیتی                 |
| سینا جعفری        |                              |
| حمید متقی         | علی                          |
| سارا محمدی        | مریم کَلایی                   |
| عباس محمدی        |                              |
| مهدی عبادتی       | حسام                         |
| مصطفی سلطانی      | مصطفی                        |
| بهامین تورانی     | علیرضا فرمند                 |
| امیرحسین ابراهیمی | حامد                         |
| وحید نوری         |                              |

### فصل دوم
| نام              | نقش |
| ---------------- | --- |
| وحید رهبانی      |     |
| بیانا محمودی     |     |
| داریوش فرهنگ     |     |
| پندار اکبری      |     |
| مجید نوروزی      |     |
| علی افشار        |     |
| اشکان دلاوری     |     |
| خسرو شهراز       |     |
| شهرام قائدی      |     |
| حسن میرباقری     |     |
| محمد مختاری      |     |
| امیریل ارجمند    |     |
| شهرزاد کمال‌زاده  |     |
| محمدرضا هاشمی    |     |
| سارا منجزی       |     |
| سوگل طهماسبی     |     |
| بهمن دان         |     |
| نسرین نکیسا      |     |
| حسن اسدی         |     |
| سیدجواد طاهر     |     |
| علیرضا نعمت‌اللهی |     |
| ناصر هاشمی       |     |
| سید محمد نصر     |     |
| عارفه لک         |     |
| ستاره قطبی       |     |
| شاهد احمدلو      |     |
| حسین پارسایی     |     |

## تولید
ساخت مجموعه گاندو به کارگردانی جواد افشار با حضور تعدادی از بازیگران اصلی از ۱۹ شهریور کلید خورد. این در حالی است که علاوه بر تهران، در شهر استانبول کشور ترکیه نیز تصویربرداری سریال ادامه داشت و گروه‌هایی ساخت برخی دکورها را در تهران ادامه دادند. تصویربرداری مجموعه گاندو در فروردین ماه در کشور چین به پایان رسیده بود.
کارگردان مجموعه گاندو دربارهٔ بودجهٔ این سریال گفت: «من پیش‌تر سریال آنام را با بودجهٔ دولت ساختم اما کل بودجه سریال «گاندو» را سازمان صدا و سیما پرداخت کرده است. وقتی سریال آنام را کار کردیم، پراید بیست میلیون بود. اما حالا بودجه سریال «گاندو» تنها سی درصد بیشتر از آن سریال است و فکر نمی‌کنم بیشتر از هفت میلیارد بوده باشد.»
طی نشست مطبوعاتی سریال گاندو، آرش قادری نویسنده این سریال دربارهٔ این موضوع که ۸۰ درصد متن واقعی نیست، اظهار کرد: «تیتری که از مصاحبه من منتشر شد واقعی نبود. ما کارمان بر اساس یک پرونده واقعی بود، اما برای درام و قصهٔ مجموعه نیاز به داستان داشتیم. در پرونده جیسون رضاییان همه اتفاقاتی که شاهد بودید موبه‌مو رقم خورده است. ما چند پرونده واقعی داشتیم که باید آن‌ها را با رابط و قصه به هم مرتبط می‌کردیم.»

### نام
گاندو، تمساح پوزه کوتاه ایرانی است. جواد افشار در توضیح انتخاب این نام می‌گوید گاندو موجودی است که می‌تواند مدت‌ها با صبر و حوصله‌ای زیاد به کمین شکارش بنشیند و در لحظه مناسب، ضربه خودش را بزند که بر همین اساس به شکارچی کمین‌گر هم مشهور است. ویژگی جاسوسان و حتی ضدجاسوس‌ها نیز همین است که بیشتر در کمین، جستجو، کشف و شهود، طرح و برنامه‌ریزی، کسب اطلاعات، چیدن منابع و سرنخ‌ها و درنهایت تکمیل کردن پازل‌ها به سر می‌برند.

## پخش
نخستین قسمت آن در ۱۵ خرداد ۱۳۹۸ از شبکه سه پخش شد و در ۱۵ تیر ۱۳۹۸ به پایان رسید.
فصل دوم این مجموعه با نام گاندو ۲ برای نوروز ۱۴۰۰ برای پخش از شبکه سه در ۳۰ قسمت آماده شد و پس از پخش ۱۳ قسمت از آن به علت اعتراض شماری از مسئولان دولت دوازدهمِ حسن روحانی، پخش آن متوقف شد تا پس از انتخابات ریاست جمهوری ۱۴۰۰ در قالب گاندو ۲ پخش شود که پخش آن پس از چهار ماه وقفه در ۳۱ تیر ۱۴۰۰ بر روی آنتن شبکه ۳ رفت.
بازیگرانی از جمله داریوش فرهنگ، وحید رهبانی، خسرو شهراز، مجید نوروزی، پندار اکبری، شهرام قائدی، حسن میرباقری، محمد مختاری، شهرزاد کمال‌زاده، امیریل ارجمند، سارا منجزی، سوگل طهماسبی، بهمن دان، شاهد احمدلو، حسن اسدی، پیام دهکردی، جواد طاهری، روح‌الله مهرابی، بیاینا محمودی، نسرین نکیسا و حسین پارسایی در گاندو ۲ ایفای نقش کرده‌اند.

## واکنش‌ها
پخش مجموعه گاندو واکنش‌های مختلفی را از سوی جریان‌های سیاسی، افراد وابسته و غیر وابسته به دولت و دیگر سیاسیون به همراه داشت. در رسانه‌های داخلی و خارجی نیز قسمت‌های متعددی از این سریال مورد نقد، بررسی و تحلیل قرار گرفت.
روزنامه جروزالم پست چاپ اورشلیم در تحلیل گاندو نوشت: «نمایش تلویزیونی جدید ایران در تلاش است تا به شیوه‌ای نو سپاه پاسداران انقلاب اسلامی را خوب نشان بدهد.»
تلویزیون فارسی بی‌بی‌سی با اشاره به برخی واکنش‌ها به سریال گاندو، این سؤال را مطرح کرد که آیا گاندو پروژه‌ای برای مقابله با دولت ایران است؟
آرمان امروز در انتقاد به پخش سریال نوشت: «نوک پیکان هجمه گاندو به سمت رئیس‌جمهور، وزیر خارجه و دیپلمات‌های کشور است و البته گاهی برای ایجاد تلطیف به سعدی شاعر پرآوازه کشور هم انتقاد وارد کردند.»
رادیو فردا در تحلیل گاندو با تیتر « «گاندو» چه سودی برای سپاه پاسداران دارد»، نوشت: «این سریال، هم دولت حسن روحانی را زخمی کرده و هم زخم‌های امنیتی که این چند سال به این دولت زده را یادآوری کرده و مهم‌تر اینکه به گفته مسئولان دولت روحانی، قصد دارد برخی دستاوردهای این دولت مثل پول گرفتن در ازای آزاد کردن گروگان‌های دوتابعیتی را به نام خودش ثبت کند. مجموع این رویدادها که نمک بر زخم دولت پاشیده، سبب شده که صدای دولت بلند شود و جنجال گاندو هم بیشتر نمود پیدا کند. آنچه که اکنون در متن و حاشیه سریال گاندو می‌بینیم، نه یک جنگ قدرت تازه یا رویداد عجیب بلکه ادامه منطقی فعالیت‌های نهادی است که به تعبیر کنایه‌آمیز حسن روحانی، رئیس‌جمهور ایران، «سرمایه، سایت، روزنامه، خبرگزاری، توپ و امکانات نظامی و دیگر مظاهر قدرت» را در خود جمع کرده است.»
محمدجواد ظریف در جمع خبرنگاران در پاستور در واکنش به این مطلب که «فردی در سریال گاندو به شما شبیه و در نقش منفی است»، گفت: «من بحمدالله نگاه نمی‌کنم بنابراین نگران نیستم.» وی همچنین یک سال بعد در گفت و گویی ضمن شرح پرونده جیسون رضائیان گفت: «آنچه که شما در سریال گاندو دیدید یک دروغ تمام‌عیار بود.» ظریف، پس از پخش قسمت مربوط به شخصیت هادی صابونچی، با انتشار ویدیویی در صفحه اینستاگرامی خود، در شرح آن نوشت، «منو بشناس که من ایرانم». که انتشار این ویدئو و این جمله، از سوی برخی رسانه‌ها، واکنش احتمالی به سریال «گاندو ۲» تعبیر شد. مجتبی امینی، تهیه‌کننده این سریال در توییتی نسبت به ادعای جواد ظریف که این سریال را دروغ خوانده بود، اظهار داشت: «‏سریال گاندو «دروغ» نبوده و نیست. «گاندو» صدای در گلو مانده مردم است نمایش «خیانت» و «فریبکاری» آمریکا و انگلیس است، دروغ، تضمین امضای جان کری بود. دروغ، وعده‌های آمریکا و انگلیس برای برداشته شدن همه تحریم‌ها بود. دروغ، وعده رونق اقتصادی است، که نتیجه آن کوچک شدن سفره مردم بوده است. ‏گاندو بر اساس اسناد واقعی ساخته شده… اسناد و مدارکی که پشتوانه پژوهشی نگارش فیلم نامه بوده را، در فیلم مستندی در اختیار مردم قرار خواهیم داد.»
محمد مهاجری، فعال اصولگرا، در یادداشتی نوشت که معتقد است مصالح فیلم‌نامهٔ این سریال را سازمان مجاهدین خلق ایران فراهم آورده‌اند و گاندو تکرار اعتقادات و اظهارات افرادی نظیر برادران داعی‌الاسلام، به‌ویژه حسن، است. او چند سال بعد نیز در گفت‌وگویی این ادعا را تکرار کرد.
رادیو بین‌المللی فرانسه در انتقاد به شیوه برچسب زندن نهادهای حکومتی به ویژه سپاه پاسداران انقلاب اسلامی نوشت: در گاندو سعی شد شخصیت‌های خبرنگار، فعال محیط زیست، عکاس و نقاش به عنوان جاسوس نشان داده شود، افرادی با این عنوان‌ها و شغل‌ها که هر از چندگاه به اتهام جاسوسی در جمهوری اسلامی بازداشت می‌شوند چندان هم بی‌دلیل دستگیر نشده‌اند.
در تحلیلی دیگر با موضوع هدف دار بودن سریال در ایران وایر نوشته شد: سریال گاندو با هدف تأیید تئوری نفوذ مدنظر رهبر انقلاب اسلامی ساخته شده است. این سریال تلاش می‌کند نشان دهد نگرانی رهبر از نفوذ در ارکان قدرت جدی و واقعی بوده است.
در یکی از پربازدیدترین و سیاسی‌ترین سکانس‌های قسمت اول این سریال عملیات به زمین نشاندن هواپیمای مسافربری برای جلوگیری از خروج آقازاده با پول بیت‌المال از کشور توسط نیروهای امنیتی ایران به تصویر کشیده شد که به نظر می‌رسید کاملاً برگرفته از قصه دستگیری عبدالمالک ریگی، رهبر پیشین گروه تروریستی جندالله باشد.
جواد افشار دربارهٔ سکانس نشاندن هواپیما به ایلنا گفت: این اتفاق به صورت مستند چندین بار اتفاق افتاده و تنها مربوط به دستگیری ریگی نبوده است.
در سکانسی از قسمت بیست و ششم، صحبت از کتاب گلستان سعدی به میان می‌آید. در این سکانس یکی از شخصیت‌های منفی آمریکایی به آیدین ستوده (جاسوس) رو می‌کند و با نشان دادن نسخه‌ای از گلستان سعدی می‌گوید: «ممکنه باورت نشه این قدر که این کتاب در تقابل با ایران به من کمک کرده، منابع مالی آمریکا و قدرت دولت آمریکا نکرده. این کتاب شاهکار بشره. توصیه می‌کنم شما هم بخونیش». تابناک به نقل از روزنامه خراسان در واکنش به بخش ابتدایی این جملات گفت: «حقیقت این است که سعدی در کنج آرامگاه خود آرام گرفته و شوربختانه باید بعد از حضور عجیب بدلش در ویژه برنامه تحویل سال شبکه ۴ و مراسم بزرگداشت پرحاشیه چند ماه اخیرش در سعدیه، چشمش به جمال سکانسی از سریال گاندو روشن شود که یک شخصیت منفی آمریکایی، گلستان را بزرگ‌ترین نقشه راه برای تقابل با ایرانی‌ها می‌خواند! دود سیگار، نگاه‌های مرموز و تعقیب‌کننده چند جاسوس و گلستان سعدی؛ این شاید ناهمگون‌ترین سکانس از همنشین‌های سعدی در ذهن‌مان باشد».
علی جنتی وزیر سابق فرهنگ و ارشاد اسلامی، در توئیتی به صدا و سیمای ایران پیشنهاد کرد سریالی دربارهٔ شیوه‌های نفوذ جاسوسان اسرائیلی در نهادهای اطلاعاتی و امنیتی بسازند که چگونه بخشی از مرکز مهم هسته‌ای نطنز را منفجر کردند و هزاران سند سری را به سرقت بردند و محسن فخری زاده را کشتند.
محسن حاجی‌میرزایی، وزیر آموزش و پرورش در واکنش به این سریال با ارسال توئیتی گفت که چگونه می‌توان اعتماد ملی و امید به آینده را در نسل نو تقویت کرد وقتی که رسانه ملی چنین تصویری از اداره کنندگان کشور ارائه می‌دهد؟ در رسیدن به مقاصد کوتاه، به اهداف بلند آسیب نرسانیم.

### درخواست تهیه سریال دربارهٔ گلستان هفتم
دو سال پس از اعتراضات گلستان هفتم مادر یکی از مأموران کشته شده در پیامی به تهیه‌کننده سریال گاندو عنوان کرد انتظار آن دارم تا در آینده نزدیک به مردم بگویید چه عواملی دست به دست هم دادند تا جوان انقلابی را در قلب تهران ارباً اربا کردند.

## نظرسنجی
به گزارش خبرگزاری صدا و سیما به نقل از روابط عمومی رسانه ملی، مرکز تحقیقات سازمان صدا و سیما براساس نظرسنجی که ۲۰ تیر از سراسر کشور داشته است اعلام کرد: ۸۰ و نیم درصد از مردم بیننده برنامه‌های صدا و سیما بوده‌اند که در این بین مجموعه تلویزیونی «گاندو» با حدود ۴۴ درصد بیننده در صدر مجموعه‌های جدید تلویزیون قرار گرفت.

## جوایز و نامزدها
| سال  | جایزه                 | رده                       | نامزد       | نتیجه    |
| ---- | --------------------- | ------------------------- | ----------- | -------- |
| ۱۳۹۹ | بیستمین دوره جشن حافظ | بهترین مجموعه تلویزیونی   | مجتبی امینی | نامزدشده |
| ۱۳۹۹ | بیستمین دوره جشن حافظ | بهترین کارگردان تلویزیونی | جواد افشار  | نامزدشده |

## انتشار بین‌المللی
مهدی رضوانی مدیرگروه فیلم و سریال موسسه آوینی در مصاحبه با خبرگزاری مهر گفته گاندو در بیشتر از ۱۵ تا ۲۰ کشور از جمله تایلند دوبله و پخش شده است.